# Алілуя! (фільм)
«Алілуя!» (англ. Hallelujah!) — американський мюзикл режисера Кінга Відора 1929 року.

## Сюжет
Історія розповідає про трагедію в житті власника бавовняної плантації Зака Джонсона і його відносинах зі спокусливою і порочною Чікою.

## У ролях
- Деніел Л. Хейнс — Зак Джонсон
- Ніна Мей Маккінні — Чіка
- Вільям Фонтейн — Хот Шот
- Гаррі Грей — Парсон
- Фанні Белль де Найт — Меммі
- Еверетт Макгерріті — Спанк
- Вікторія Спайві — Міссі Роуз
- Мілтон Дікерсон — дитина Джонсона
- Роберт Коуч — дитина Джонсона
- Волтер Тейт — дитина Джонсона